# Shelley Duvall

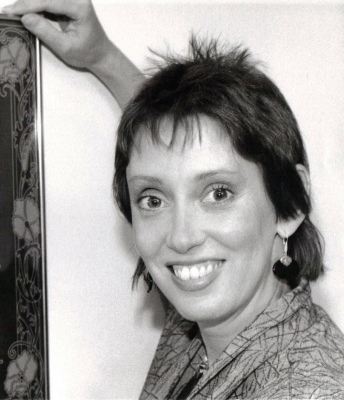
Shelley Duvall in 1985

Shelley Alexis Duvall (Fort Worth (Texas), 7 juli 1949 – Blanco (Texas), 11 juli 2024) was een Amerikaanse actrice. Ze begon haar carrière in de jaren zeventig in films van Robert Altman. Later speelde ze in films van Woody Allen, Stanley Kubrick, Terry Gilliam en Tim Burton.

## Biografie
Duvall was de dochter van advocaat Robert R. Duvall (niet de acteur) en Bobbie Crawford. Ze had een broer genaamd Stewart. Ze studeerde aan South Texas Junior College. Ze werkte als cosmetica-verkoopster toen ze werd ontdekt op een feestje van talentenjagers voor Altmans Brewster McCloud (1970). Na een stevige sollicitatie bij Altman kreeg ze de hoofdrol als Suzanne. Altman was onder de indruk en vroeg Duvall voor zijn volgende films, waaronder McCabe & Mrs. Miller (1971), Thieves Like Us (1974) en Nashville (1975).
In 1973 trouwde ze met Bernard Sampson, van wie ze in 1977 scheidde. Ze woonde van 1976 tot 1978 samen met Paul Simon.
In 1977 won Duvall de prijs voor beste actrice op het Filmfestival van Cannes. Datzelfde jaar verscheen zij in Annie Hall, waarin ze Woody Allens eendagsvlieg speelde.
Haar volgende rol was die als Wendy, de echtgenote van de krankzinnige schrijver Jack Torrance, als tegenspeelster van Jack Nicholson in Kubricks The Shining (1980). 
Begin jaren tachtig was Duvall gastvrouw van Faerie Tale Theatre, een serie televisieprogramma's voor kinderen, vaak gebaseerd op populaire sprookjes. Ze speelde zelf de rollen van Rapunzel in Rapunzel en molenaarsdochter in Rumperlstiltskin. Duvall leek in 2002 haar laatste rol te hebben gespeeld, totdat ze na ruim twintig jaar in 2023 nog één keer op het witte doek terugkeerde: als 'Rico's Mother' in de horrorfilm The Forest Hills.
Op 11 juli 2024, vier dagen na haar 75e verjaardag, overleed zij aan complicaties van diabetes.